# Gran Premio motociclistico degli Stati Uniti d'America 2008
Il Gran Premio motociclistico degli Stati Uniti d'America 2008 corso il 20 luglio, è stato l'undicesimo Gran Premio della stagione 2008 e come altre volte in precedenza ha visto gareggiare solo la classe MotoGP, nella quale ha vinto la Yamaha di Valentino Rossi.

## MotoGP

### Qualifiche
| Pos. | Pilota                    | Tempo       |
| ---- | ------------------------- | ----------- |
| 1.   | Casey Stoner (Ducati)     | 1:20.700    |
| 2.   | Valentino Rossi (Yamaha)  | 1:21.147    |
| 3.   | Nicky Hayden (Honda)      | 1:21.430    |
| 4.   | Jorge Lorenzo (Yamaha)    | 1:21.636    |
| 5.   | James Toseland (Yamaha)   | 1:21.848    |
| 6.   | Randy de Puniet (Honda)   | 1:21.921    |
| 7.   | Colin Edwards (Yamaha)    | 1:21.947    |
| 8.   | Chris Vermeulen (Suzuki)  | 1:21.971    |
| 9.   | Andrea Dovizioso (Honda)  | 1:21.974    |
| 10.  | Toni Elías (Ducati)       | 1:21.999    |
| 11.  | Loris Capirossi (Suzuki)  | 1:22.039    |
| 12.  | Shin'ya Nakano (Honda)    | 1:22.092    |
| 13.  | Ben Spies (Suzuki)        | 1:22.127    |
| 14.  | Sylvain Guintoli (Ducati) | 1:22.719    |
| 15.  | Marco Melandri (Ducati)   | 1:22.957    |
| 16.  | Alex De Angelis (Honda)   | 1:23.035    |
| 17.  | Jamie Hacking (Kawasaki)  | 1:23.309    |
| 18.  | Anthony West (Kawasaki)   | 1:24.525    |
|      | Daniel Pedrosa (Honda)    | senza tempo |

### Gara
La contesa per la vittoria è stata tra Valentino Rossi e Casey Stoner, con il confronto che si protrasse per parecchi giri, con numerosi sorpassi (fra cui uno con Rossi che superò Stoner lungo il "cavatappi"), fin quando l'australiano della Ducati cadde a pochi giri dalla fine lasciando strada spianata all'italiano. Alle loro spalle, per alcuni giri, lottarono insieme Vermeulen, Dovizioso e Hayden (che correva sul circuito di casa), con l'australiano che infine scappò via conquistando in solitaria la terza piazza del podio. Da segnalare anche il volo di Jorge Lorenzo nel primo giro della corsa, con lo spagnolo che fu letteralmente sbalzato di sella, e il sorpasso finale e decisivo di Dovizioso, con una Honda del team JiR Team Scot, su Hayden alla guida di una Honda del team Repsol Honda.

#### Arrivati al traguardo
| Pos | Nº | Pilota           | Squadra                 | Motocicletta | Giri | Tempo     | Griglia | Punti |
| --- | -- | ---------------- | ----------------------- | ------------ | ---- | --------- | ------- | ----- |
| 1   | 46 | Valentino Rossi  | Fiat Yamaha             | Yamaha       | 32   | 44:04.311 | 2       | 25    |
| 2   | 1  | Casey Stoner     | Ducati Team             | Ducati       | 32   | +13.001   | 1       | 20    |
| 3   | 7  | Chris Vermeulen  | Rizla Suzuki            | Suzuki       | 32   | +26.609   | 8       | 16    |
| 4   | 4  | Andrea Dovizioso | JiR Team Scot           | Honda        | 32   | +34.901   | 9       | 13    |
| 5   | 69 | Nicky Hayden     | Repsol Honda            | Honda        | 32   | +35.663   | 3       | 11    |
| 6   | 14 | Randy de Puniet  | LCR Honda               | Honda        | 32   | +37.668   | 6       | 10    |
| 7   | 24 | Toni Elías       | Alice Team              | Ducati       | 32   | +41.629   | 10      | 9     |
| 8   | 11 | Ben Spies        | Rizla Suzuki            | Suzuki       | 32   | +41.927   | 13      | 8     |
| 9   | 52 | James Toseland   | Tech 3 Yamaha           | Yamaha       | 32   | +43.019   | 5       | 7     |
| 10  | 56 | Shin'ya Nakano   | San Carlo Honda Gresini | Honda        | 32   | +44.391   | 12      | 6     |
| 11  | 12 | Jamie Hacking    | Kawasaki Racing         | Kawasaki     | 32   | +46.258   | 17      | 5     |
| 12  | 50 | Sylvain Guintoli | Alice Team              | Ducati       | 32   | +55.273   | 14      | 4     |
| 13  | 15 | Alex De Angelis  | San Carlo Honda Gresini | Honda        | 32   | +55.521   | 16      | 3     |
| 14  | 5  | Colin Edwards    | Tech 3 Yamaha           | Yamaha       | 32   | +1:02.380 | 7       | 2     |
| 15  | 65 | Loris Capirossi  | Rizla Suzuki            | Suzuki       | 32   | +1:08.207 | 11      | 1     |
| 16  | 33 | Marco Melandri   | Ducati Team             | Ducati       | 32   | +1:10.962 | 15      |       |
| 17  | 13 | Anthony West     | Kawasaki Racing         | Kawasaki     | 31   | +1 giro   | 18      |       |

#### Ritirato
| Nº | Pilota        | Squadra     | Motocicletta | Giri | Griglia |
| -- | ------------- | ----------- | ------------ | ---- | ------- |
| 48 | Jorge Lorenzo | Fiat Yamaha | Yamaha       | 0    | 4       |